# Rote Liste gefährdeter Arten
Die Rote Liste gefährdeter Arten, auch nur Rote Liste oder im Original Red Data Book genannt, ist die von der IUCN (International Union for Conservation of Nature and Natural Resources) veröffentlichte Liste weltweit vom Aussterben gefährdeter Tier- und Pflanzenarten. Sowohl von der IUCN als auch von anderen internationalen Organisationen, Staaten, politischen Gliederungen wie Bundesländern oder von Naturschutzverbänden werden ähnliche Listen mit geographischer oder taxonomischer Beschränkung veröffentlicht, die ebenfalls Rote Liste genannt werden. Heute gibt es neben Roten Listen gefährdeter Arten auch solche gefährdeter Biotoptypen.
Rote Listen gelten als wissenschaftliche Fachgutachten zum Aussterberisiko von Arten, die Gesetzgebern und Behörden als Grundlage für ihr Handeln in Bezug auf den Arten-, Natur- und Umweltschutz dienen sollen. Nur in wenigen Staaten, so in der Schweiz, sind sie rechtswirksam.

## Nationale und regionale Listen
Von Staaten oder Bundesländern für ihr Gebiet herausgegebene Rote Listen haben einen regionalen Bezug und dadurch eine andere Bedeutung als die internationalen Roten Listen der IUCN. Sie können auf geografische Besonderheiten eingehen und ermöglichen dem Artenschutz vor Ort eine umfassendere Darstellung.
In Deutschland werden die nationalen Roten Listen vom Bundesamt für Naturschutz in Bonn herausgegeben. Aktuell ist die seit 2009 erscheinende und auf sechs Bände angelegte Rote Liste gefährdeter Tiere, Pflanzen und Pilze Deutschlands. Die Rote Liste der Brutvögel Deutschlands wird vom Nationalen Gremium Rote Liste Vögel im Auftrag des Deutschen Rats für Vogelschutz herausgegeben. Sie liegt in der fünften Fassung vom 30. November 2015 vor. Alle Bundesländer veröffentlichen eigene Rote Listen, sie werden von den für Umwelt- und Naturschutz zuständigen Ministerien oder Landesbehörden herausgegeben. Nach dem Grundsatz „Gefährdung heißt nicht Schutz“ haben die Roten Listen in Deutschland lediglich den Status von Sachverständigengutachten, sie dienen dem Gesetzgeber und den Behörden als Informationsquelle.
In Österreich werden die nationalen Roten Listen vom Umweltbundesamt herausgegeben. Mehrere österreichische Bundesländer veröffentlichen regionale Rote Listen.
In der Schweiz veröffentlicht das Bundesamt für Umwelt (BAFU) die nationalen Roten Listen. Hier sind die Roten Listen seit 1991 nach Artikel 14 Absatz 3 der Bundesverordnung über den Natur- und Heimatschutz ein rechtswirksames Instrument des Natur- und Landschaftsschutzes: „Biotope werden als schützenswert bezeichnet aufgrund (…) der gefährdeten und seltenen Pflanzen- und Tierarten, die in den vom BAFU erlassenen oder anerkannten Roten Listen aufgeführt sind“.
Eine ständig zunehmende Zahl weiterer Staaten veröffentlicht nationale Rote Listen. Daneben gibt es auch Rote Listen zwischenstaatlicher Organisationen wie der Europäischen Union und der HELCOM. Die IUCN veröffentlichte bislang mehrere regional begrenzte Listen wie beispielsweise zur Süßwasserfauna Ostafrikas.

## Geschichte

### IUCN
Die ersten als Red Data Book bezeichneten Publikationen der IUCN erschienen 1966. Es gab zwei Bände, einen für Säugetiere, herausgegeben von Noel Simon, und einen für Vögel, herausgegeben von Jack Vincent. Beide Bände waren im Schuber gelieferte Loseblatt-Sammlungen. Dieses Werk hatte verschiedene Vorläufer, deren Geschichte etwas unklar ist. Die Idee wird allgemein dem britischen Ornithologen und Naturschützer Peter Markham Scott zugeschrieben, damals Chairman der IUCN Survival Service Commission. Dieser initiierte eine zuerst 1962, ebenfalls noch als Loseblatt-Serie konzipierte Sammlung Animals and plants threatened with extinction, wie die späteren Editionen bereits in einem roten Einband, aber noch nicht danach benannt. Sie ging zurück auf ältere Sammlungen, die aber wohl zum internen Gebrauch bestimmt waren und nie publiziert wurden. Diese erste Zusammenstellung enthielt zunächst fast ausschließlich Datenblätter zu Säugetierarten. Der Name Red Data Book geht auf den Versicherungskatalog für vermisste Schiffe der Londoner Versicherung Lloyds zurück. Die erste Version enthielt detaillierte Beschreibungen von 211 Säugetierarten und 312 Vogelarten. In der 2. Version, die von 1966 bis 1971 erschien, wurden 528 Säugetierarten, 628 Vogelarten, 119 Reptilienarten und 34 Amphibienarten klassifiziert. Außerdem wurde erstmals die Einteilung in vier verschiedene Gefährdungskategorien vorgenommen. Die 3. Auflage erschien 1972. Die 4. Auflage erschien 1981 und enthielt 305 Säugetier-, 258 Vogel-, 90 Reptilien-, 40 Amphibien- und erstmals 193 Fischarten. Ab der 5. Auflage 1982 wurden gesonderte Listen für einzelne Tiergruppen erstellt (z. B. Primaten und Schmetterlinge). Ab der 6. Auflage 1988 wurden die Artbeschreibungen aus der Liste gestrichen. Weitere Ausgaben sind 1990, 1992, 1994 und 1996 erschienen. 1992 wurde die heute gültige Einteilung der Arten in acht Kategorien eingeführt (EX, EW, CR, EN, VU, NT, LC, DD). 1994 wurden erstmals Wirbellose eingestuft: 1.205 Weichtierarten und 1.184 Insektenarten.
Die letzte Ausgabe in Buchform erschien 1996 und enthielt 5.205 Arten, davon 1.891 wirbellose Arten. Außerdem wurde erstmals die Kategorie EX aufgeführt.
Die erste Onlineausgabe (nur Tiere) erschien im Jahr 1996; 1998 wurden auch erstmals Pflanzen aufgenommen. 2000 erschien die erste Rote Liste, die Pflanzen und Tiere enthielt.
Die 2007 veröffentlichte Ausgabe der IUCN enthielt 16.308 bedrohte Arten.
Ein besonderer Schwerpunkt bei der Präsentation der Roten Liste 2008 der IUCN wurde auf die Säugetiere gelegt. In der ersten umfassenden Studie dieser Art nach über zehn Jahren (an ihr waren 1.800 Wissenschaftler aus 130 Ländern beteiligt) galten mindestens 1.141 von 5.488 Säugetierarten (21 Prozent) als „bedroht“ (Kategorien CR, EN oder VU).
Die folgende Tabelle zeigt exemplarisch, wie viel Prozent der derzeit untersuchten Arten einer Gruppe die IUCN als bedroht, ausgestorben  oder mit zu wenigen Daten vorhanden einstuft:
| Gruppe             | Anzahl der untersuchten Arten | davon bedroht (Kategorien CR, EN oder VU) | davon ausgestorben oder in der Wildnis ausgestorben (Kategorien EX oder EW) | davon ungenügende Datengrundlage (Kategorie DD) |
| ------------------ | ----------------------------- | ----------------------------------------- | --------------------------------------------------------------------------- | ----------------------------------------------- |
| Vögel              | 11.195                        | 12,2 %                                    | 1,4 %                                                                       | 0,3 %                                           |
| Säugetiere         | 6.437                         | 24,5 %                                    | 1,4 %                                                                       | 12,6 %                                          |
| Reptilien          | 10.374                        | 18,4 %                                    | 0,3 %                                                                       | 14,4 %                                          |
| Amphibien          | 8.011                         | 35,9 %                                    | 0,5 %                                                                       | 11,3 %                                          |
| Fische             | 32.004                        | 15,4 %                                    | 0,3 %                                                                       | 17,1 %                                          |
| Schleimaale        | 80                            | 10,7 %                                    | 0 %                                                                         | 39,3 %                                          |
| Neunaugen          | 38                            | 21,4 %                                    | 0 %                                                                         | 4,8 %                                           |
| Fleischflosser     | 21                            | 19,0 %                                    | 0 %                                                                         | 15,8 %                                          |
| Weichtiere         | 9.952                         | 25,8 %                                    | 3,2 %                                                                       | 23,9 %                                          |
| Nesseltiere        | 980                           | 30,5 %                                    | 18,9 %                                                                      | 18,9 %                                          |
| Stachelhäuter      | 373                           | 4,6 %                                     | 0 %                                                                         | 65,4 %                                          |
| Krebstiere         | 3.245                         | 23,2 %                                    | 0,3 %                                                                       | 36,0 %                                          |
| Insekten           | 18.473                        | 22,4 %                                    | 0,5 %                                                                       | 23,7 %                                          |
| Spinnentiere       | 774                           | 35,1 %                                    | 1,2 %                                                                       | 8,7 %                                           |
| Pfeilschwanzkrebse | 40                            | 50,0 %                                    | 0 %                                                                         | 50,0 %                                          |
| Stummelfüßer       | 11                            | 81,9 %                                    | 0 %                                                                         | 9,1 %                                           |
| Ringelwürmer       | 372                           | 10,0 %                                    | 0,6 %                                                                       | 55,9 %                                          |
| Schnurwürmer       | 6                             | 50,1 %                                    | 16,7 %                                                                      | 16,7 %                                          |
| Plattwürmer        | 2                             | 0 %                                       | 50,0 %                                                                      | 50,0 %                                          |
| Schwämme           | 24                            | 0 %                                       | 0 %                                                                         | 95,8 %                                          |
| Gefäßpflanzen      | 74.843                        | 40,4 %                                    | 0,3 %                                                                       | 8,1 %                                           |
| Palmfarne          | 347                           | 68,9 %                                    | 1,4 %                                                                       | 0,3 %                                           |
| Koniferen          | 614                           | 33,5 %                                    | 0 %                                                                         | 1,3 %                                           |
| Moose              | 1.951                         | 23,8 %                                    | 0,2 %                                                                       | 5,8 %                                           |
| Pilze              | 818                           | 41,6 %                                    | 0 %                                                                         | 20,0 %                                          |
| Flechten           | 837                           | 40,6 %                                    | 0 %                                                                         | 19,4 %                                          |
| Algen              | 113                           | 8,9 %                                     | 1,3 %                                                                       | 59,6 %                                          |
| Chromista          | 18                            | 33,4 %                                    | 0 %                                                                         | 66,7 %                                          |
| Charophyta         | 14                            | 0 %                                       | 0 %                                                                         | 21,4 %                                          |

Es wurden bis dahin offiziell 181.931 Tierarten und Pflanzenarten untersucht. 

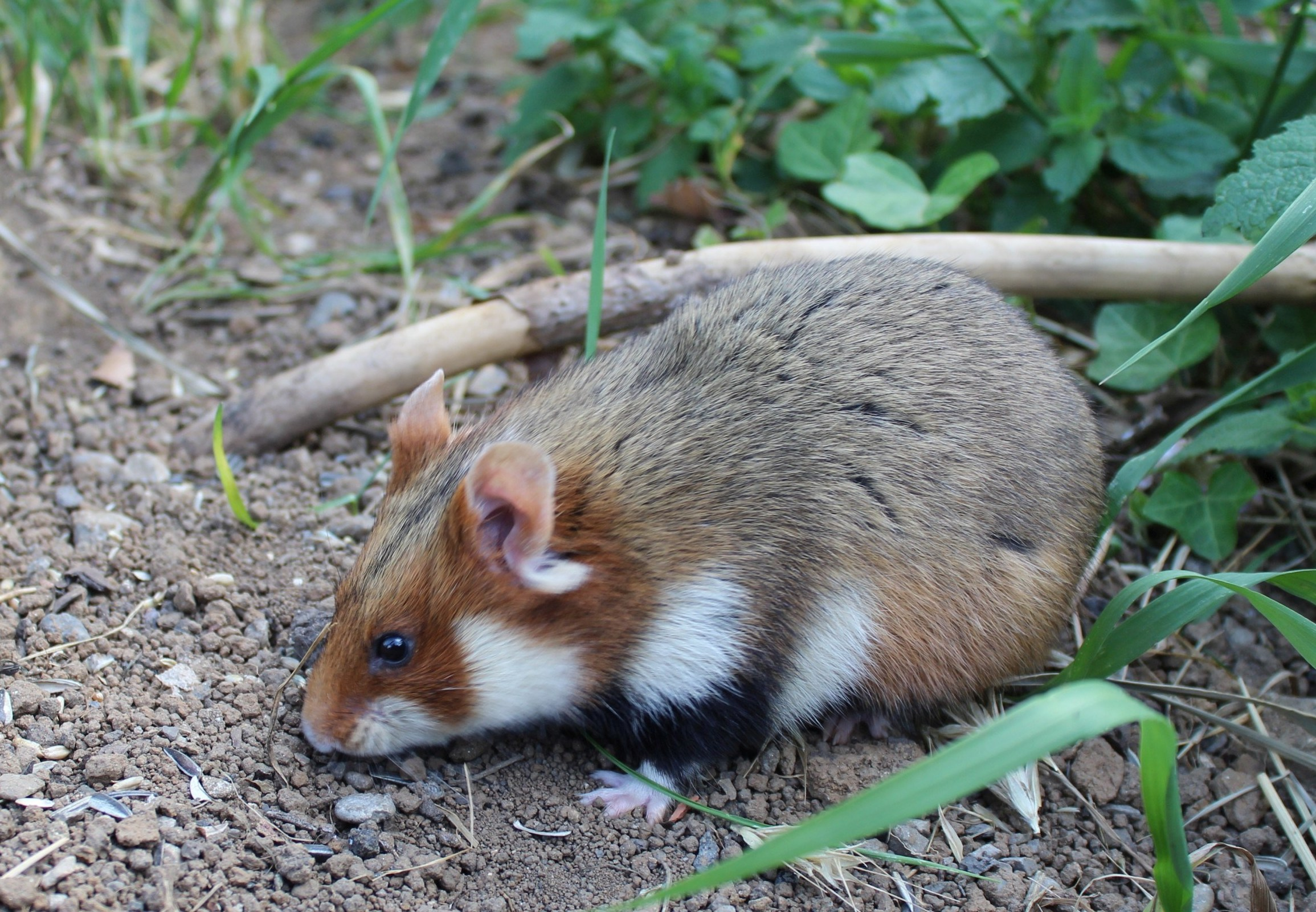
Feldhamster

Vier der obigen Gruppen (taxonomische Klassen Amphibien, Säugetiere, Vögel und Knorpelfische) sind zugleich die einzigen, deren Bedrohungsstatus auf der Evaluierung von zumindest drei Viertel der bekannten Arten beruht. Es ist daher anzunehmen, dass in anderen, weniger umfassend untersuchten Gruppen von Tierarten oder Pflanzenarten (zum Beispiel Wirbellose, Baum oder Gräser) weit mehr Arten bereits ausgestorben sind, als bisher bekannt ist, und viele Arten aussterben, bevor sie entdeckt werden.
Von den Säugetieren haben mittlerweile 6.387 Arten einen eigenen IUCN-Gefährdungsstatus (Stand: IUCN Red List 2023-1): 86 Arten gelten als ausgestorben (Extinct), 1 Art gilt als in der Wildnis ausgestorben (Extinct In The Wild), leben also nur noch in Gefangenschaft (der Davidshirsch. 325 Arten halten die Forscher dabei für akut vom Aussterben bedroht (Critically Endangered), so beispielsweise den Feldhamster, von dem behauptet wird, dass der Bestand pro Jahr um 50 Prozent zurückgeht, was zu einem Aussterben bis 2050 führen wird, wenn sich nichts ändert. Die Zahl der tatsächlich bedrohten Säugetier-Spezies könnte sogar noch höher sein, da zu 846 weiteren Arten nicht genügend Informationen vorliegen (Data Deficient). Damit wäre es möglich, dass bis zu 38 Prozent aller von der IUCN beschriebenen Arten von Säugetieren bedroht sind.
Die Roten Listen der IUCN werden in unregelmäßigen Abständen, mindestens aber zweimal jährlich, aktualisiert und fortgeschrieben. Die zum jeweiligen Zeitpunkt aktuelle Rote Liste ist über die Website der IUCN abrufbar.

### Entwicklung in Deutschland
Erste kommentierte Verzeichnisse gefährdeter Pflanzen- und Vogelarten wurden in Deutschland 1951, 1966 und 1967 veröffentlicht. Sie enthielten Schutzanweisungen und können als Vorläufer der Roten Listen angesehen werden.
1971 wurde die erste als solche bezeichnete Rote Liste in Deutschland veröffentlicht: Es handelte sich um eine Liste der Deutschen Sektion des Internationalen Rates für Vogelschutz. 1974 erschien die erste Rote Liste der Blütenpflanzen. 1977 wurde die erste Rote Liste der Tiere und Pflanzen der Bundesrepublik als Sammelwerk publiziert.
Die Roten Listen Deutschlands nutzten seit den 1970er Jahren weitgehend die Gefährdungskriterien der IUCN. Seit 1986 wurde wiederholt darüber diskutiert, das verwendete Kriteriensystem anzupassen. Es sollte nicht nur das aktuelle Aussterberisiko einer Art im Sinne einer Zustandsbeschreibung aufgezeigt werden, sondern auf Artebene eine umfassende Gefährdungsanalyse unter Einschluss langfristiger Entwicklungen vorgenommen werden. Die Weiterentwicklung der bei der Erstellung Roter Listen angewandten Methodik führte seit den 1990er Jahren dazu, dass sich die Roten Listen Deutschlands von jenen der IUCN in weit stärkerem Maß unterscheiden, als dies die unterschiedlichen Bezeichnungen der Gefährdungskategorien ausdrücken.
In den Jahren 1996 (Pflanzen) und 1998 (Tiere) wurden die beiden letzten bundesweiten Roten Listen in jeweils einem Band herausgegeben, sie sind teilweise noch gültig. Die Liste der Pflanzen umfasste erstmals im Sinne eines Inventars alle vorkommenden Arten, unabhängig von ihrem Gefährdungsstatus.
Die ab 2009 herausgegebene achtbändige Rote Liste gefährdeter Tiere, Pflanzen und Pilze Deutschlands ist auch für alle Artengruppen der Tiere und Pilze ein umfassendes Artenverzeichnis. Es wurden erstmals über alle Organismengruppen hinweg einheitliche Gefährdungskriterien angewendet, die sich deutlich von jenen der IUCN unterscheiden. Auf Artebene werden erstmals kurzfristige Bestandstrends als Hilfe für die Beurteilung von Maßnahmen des Artenschutzes, die Verantwortung Deutschlands für den Schutz in globalem oder europäischem Maßstab, die letzten Nachweise ausgestorbener oder verschollener Arten, und ihr Status als Neobiota dargestellt. Darüber hinaus sind für viele Arten auch Angaben zum Gefährdungsstatus in den Bundesländern und den naturräumlichen Großregionen enthalten. Mehrere Artengruppen, so die Raubfliegen, Hundertfüßer, Tausendfüßer, Asseln und Regenwürmer, wurden erstmals bewertet. Seit 2018 wird die Erstellung der Roten Listen Deutschlands im Auftrag des Bundesamtes für Naturschutz vom Rote-Liste-Zentrum koordiniert.
Heute wird in Deutschland sowohl für die nationalen Roten Listen als auch für die der Bundesländer ein Erscheinen im Abstand von etwa zehn Jahren, für Brutvögel von fünf Jahren angestrebt. Eine Aufstellung der jeweils aktuellen nationalen Roten Liste findet sich auf der Website des Bundesamts für Naturschutz.

### Entwicklung in der Schweiz
Die erste Rote Liste der Schweiz erschien 1977 mit der Roten Liste der Vögel. 1982 wurden neben einer Revision dieser Liste auch Rote Listen der Amphibien und Reptilien und der Gefäßpflanzen veröffentlicht. Bis 1990 folgten Listen der Segetal- und Ruderalpflanzen, der Schnaken, Tagfalter, Libellen und Fische und Rundmäuler. Alle diese Listen wurden von Fachleuten erarbeitet und als Broschüren oder wissenschaftliche Publikationen veröffentlicht.
Offizielle Anerkennung erlangten die Roten Listen Ende der 1980er Jahre mit der Gründung des Bundesamtes für Umwelt, Wald und Landschaft (BUWAL), einem Vorläufer des heutigen Bundesamts für Umwelt (BAFU), und 1991 mit dem neuen Biotopschutzartikel der Natur- und Heimatschutzverordnung, der Biotope wegen ihrer in den Roten Listen aufgeführten Arten als schützenswert charakterisiert. Unter diesen neuen Rahmenbedingungen wurde 1991 vom Bundesamt eine Rote Liste der Farne und Blütenpflanzen veröffentlicht. 1994 folgte ein Sammelband mit elf Roten Listen, die 2.400 Wirbellose und 376 Wirbeltierarten erfasste.
Seit 1999 ist die Erstellung der Roten Listen der Schweiz im Rote-Listen-Programm des Bundesamts für Umwelt (BAFU) zusammengefasst, und seit 2000 werden einheitlich die Kriterien der IUCN angewendet. Damit wurde, ohne die Qualität früher erschienener Listen in Frage zu stellen, eine Vergleichbarkeit der Roten Listen für verschiedene Staaten oder Organismengruppen angestrebt.
Bis zum Jahr 2010 wurden von den 45.890 bekannten Arten der Schweiz 10.350 für die Roten Listen bewertet, davon wurden 3.741 als gefährdet oder regional ausgestorben eingestuft, das sind 36 Prozent. Zu diesem Zeitpunkt lagen 27 Rote Listen vor, neben allen Klassen der Wirbeltiere wurden 15 Gruppen wirbelloser Tiere, Gefäßpflanzen, Moose, Armleuchteralgen, Großpilze, Baumflechten und Bodenflechten beurteilt.
Im Unterschied zu Deutschland und Österreich wurden in der Schweiz nur wenige kantonale oder regionale Rote Listen erstellt, so 1983 für das Aletschgebiet und 1986 für den Kanton Aargau. Bis 2010 wurden für die Kantone Basel-Stadt, Basel-Land, Waadt, Genf, Aargau, Schaffhausen und Zürich eine oder mehrere Rote Listen veröffentlicht. Die Gründe für den weitgehenden Verzicht auf regionale Rote Listen war zunächst die geringe Größe des Landes und die Berücksichtigung der Regionen in den ersten nationalen Roten Listen. Heute gilt die Tatsache, dass die Gefährdungskriterien der IUCN an größere räumliche Einheiten angepasst sind, als wesentlicher Grund.
In Anlehnung an die Roten Listen wurde in der Schweiz seit 1998 auch eine Blaue Liste der erfolgreich erhaltenen oder geförderten Tier- und Pflanzenarten mit geförderten und von der Roten Liste entfernten Arten angestrebt, die einzige im Rahmen eines Pilotprojekts erarbeitete und veröffentlichte Blaue Liste umfasste die Kantone Aargau, Schaffhausen und Zürich. Die Zielrichtung bestand darin zu zeigen, dass sich die Förderung der Biodiversität lohnt und Erfolge erzielt werden können. Das Konzept selbständiger Blauer Listen hat sich nicht durchgesetzt, der Grundgedanke wird jedoch durch Hinweise auf Entwicklungen gegenüber früheren Ausgaben in die Roten Listen integriert.

## Biotoptypen
Zu den wichtigsten und rechtsverbindlichen Listen der europaweit bedrohten Biotoptypen gehören die Fauna-Flora-Habitat-Richtlinie (kurz FFH-Richtlinie) und die Vogelschutzrichtlinie der EU, deren Intention neben dem klassischen Artenschutz primär der Schutz der Biotope ist. Dabei sind zum einen die Biotope, welche die Habitate der Arten der FFH- und Vogelschutzrichtlinie bilden, zu schützen und zum anderen die in Anhang I der FFH-Richtlinie gelisteten Biotoptypen – in der deutschen Version der Richtlinie als Lebensraumtypen bezeichnet – als solche, unabhängig vom Schutz der Arten, die mit dem jeweiligen Biotoptyp verbunden sind.
Für Deutschland gibt das Bundesamt für Naturschutz eine Rote Liste der gefährdeten Biotoptypen heraus. Nur mehr ein Viertel (25,1 %) der Biotoptypen können in Deutschland als ungefährdet angesehen werden. Dem stehen 72,2 % gefährdete Biotoptypen gegenüber, wobei 48,4 % als stark gefährdet oder von vollständiger Vernichtung bedroht eingestuft werden mussten.
Neben der deutschlandweiten Gefährdungseinstufung haben auch einzelne Bundesländer Rote Listen der Biotoptypen aufgelegt, beispielsweise Baden-Württemberg oder Sachsen-Anhalt.
In Österreich wird vom Umweltbundesamt die „Rote Liste Biotoptypen in Österreich“ herausgegeben. Die jüngste Ausgabe erschien im Dezember 2015 und stellt dabei für die zuordenbaren Biotoptypen einen Bezug zu den Lebensraumtypen der europäischen Fauna-Flora-Habitat-Richtlinie her. Neben der österreichweiten Gefährdungseinstufung haben auch einzelne Bundesländer Rote Listen der Biotoptypen aufgelegt, beispielsweise Kärnten bereits 1998 mit Aktualisierung im Jahr 2012.

## Gefährdungskategorien

Seit der zweiten Ausgabe des Red Data Book der IUCN von 1966 wurde der Gefährdungsgrad einzelner Arten durch deren Einordnung in verschiedene Gefährdungskategorien dargestellt. Die ersten nationalen oder regionalen Roten Listen verwendeten meist eigene Kategorien, wodurch die Vergleichbarkeit weder zwischen verschiedenen Staaten oder Regionen noch zwischen verschiedenen taxonomischen Gruppen gegeben war. Mittlerweile wird vielfach eine Vereinheitlichung der Gefährdungskategorien angestrebt, so werden die Kategorien der IUCN in vielen nationalen Roten Listen verwendet, und die Roten Listen Deutschlands und der deutschen Bundesländer verwenden ein einheitliches Kategoriensystem. Das langfristige Beibehalten einmal eingeführter Kategorien vereinfacht den Vergleich ermittelter Gefährdungsgrade über lange Zeiträume.

### IUCN
Die Roten Listen der IUCN basieren auf der wissenschaftlichen Beurteilung durch Experten für die jeweiligen Artengruppen. Hierbei wird mit Hilfe quantitativer Kriterien die Wahrscheinlichkeit, dass eine Art (oder ein untergeordnetes Taxon wie zum Beispiel eine Unterart) in naher Zukunft aussterben wird, beurteilt. Die Einstufung erfolgte zunächst rein qualitativ. Seit 1994 ist ein formalisiertes Bewertungsverfahren eingeführt worden, dessen Fortschreibung, die Version 3.1 aus dem Jahr 2001, allen neueren Bewertungen zugrunde liegt. In einigen Gruppen beruht die gegenwärtige Einstufung aber noch auf den älteren Kriterien von 1994, wenn diese noch nicht wieder einer erneuten Bewertung unterzogen wurden.
Hierzu wird die Gefährdung nach mindestens einem der folgenden Kriterien bewertet:
- Die Populationsentwicklung über die letzten drei Generationen (oder die letzten zehn Jahre, je nachdem welcher Wert länger ist).
- Die Größe des Verbreitungsgebiets der Art in Kombination mit der Frage, ob der Bestand der Art rückläufig ist, die Population stark fragmentiert ist und/oder stark schwankt.
- Die absolute Populationsgröße der Art in Kombination mit einem kontinuierlichen Rückgang.
- Bei sehr kleinen Populationen auch ausschließlich die Populationsgröße.
- Eine quantitative Gefährdungsanalyse.

Je nach Ausprägung dieser Kriterien wird der Gefährdungsgrad basierend auf Schwellenwerten ermittelt. So führt zum Beispiel eine geringere Größe der Population, ein kleineres Verbreitungsgebietes oder ein stärkerer Rückgang der Populationsgröße zur Einordnung einer beurteilten Art in eine höhere Gefährdungskategorie. Dabei reicht jeweils eines der Kriterien aus (oder-Verknüpfung). Erfüllt eine Art die Grenzwerte mehrere Kriterien, so wird dasjenige herangezogen, nachdem die Art die höchste Gefährdungskategorie hat.

Die Gefährdungskategorien der IUCN seit 2001

Die IUCN verwendet die nebenstehenden Kategorien, die auch in den nationalen Roten Listen der Schweiz, skandinavischer Staaten, der USA und weiterer Länder angewendet werden. Bei ungefähr 5 Prozent aller beschriebenen Arten wurde bisher der Gefährdungsstatus vom IUCN ermittelt. Besonders gut untersucht sind Wirbeltiere, vor allem Vögel, Säugetiere, Amphibien und Knorpelfische, aber auch Zikaden, Koniferen und Hummer. Sehr schlecht untersucht sind bislang die Pilze, von denen nur 818 Arten beurteilt wurden (Stand: 2024). Es gibt also Artgruppen in der Roten Liste, welche deutlich unterrepräsentiert sind.
- Extinct (EX): ausgestorben (nach dem Jahr 1500[34]), es gibt auf der Welt kein lebendes Individuum mehr
- Extinct in the Wild (EW): in der Natur ausgestorben, es gibt lediglich Individuen in Kultur, in Gefangenschaft oder in eingebürgerten Populationen außerhalb des natürlichen Verbreitungsgebietes
- Regionally Extinct (RE): regional ausgestorben, in nationalen und regionalen Roten Listen die Entsprechung von „in der Natur ausgestorben“
- Critically Endangered (CR): vom Aussterben bedroht, extrem hohes Risiko des Aussterbens in der Natur in unmittelbarer Zukunft
- Endangered (EN): stark gefährdet, sehr hohes Risiko des Aussterbens in der Natur in unmittelbarer Zukunft
- Vulnerable (VU): gefährdet, hohes Risiko des Aussterbens in der Natur in unmittelbarer Zukunft
- Near Threatened (NT): potenziell gefährdet, die Beurteilung führte nicht zur Einstufung in die Kategorien vom Aussterben bedroht, stark gefährdet oder gefährdet, die Schwellenwerte wurden jedoch nur knapp unterschritten oder werden wahrscheinlich in naher Zukunft überschritten
- Least Concern (LC): nicht gefährdet, die Beurteilung führte nicht zur Einstufung in die genannten Kategorien
- Data Deficient (DD): ungenügende Datengrundlage, die vorhandenen Informationen reichen nicht für eine Beurteilung des Aussterberisikos aus
- Not Evaluated (NE): nicht beurteilt, die Art existiert, es wurde jedoch keine Beurteilung durchgeführt, zum Beispiel bei invasiven Arten[32]

Die Kategorien „vom Aussterben bedroht“ (critically endangered), „stark gefährdet“ (endangered) und „gefährdet“ (vulnerable) können zusammengefasst werden, um die Zahl der „gefährdeten“ Arten anzugeben (threatened).

### Deutschland

Kategorisierung des BfN zur Erstellung einer Roten Liste für Gebiete in Deutschland

Die Gefährdung von Arten wird durch die Einstufung in die vom Bundesamt für Naturschutz (BfN) entwickelten Rote-Liste-Kategorien wiedergegeben. Dabei bedeuten:
0 ausgestorben oder verschollen
1 vom Aussterben bedroht
2 stark gefährdet
3 gefährdet
G Gefährdung unbekannten Ausmaßes
R extrem selten
V Vorwarnliste (noch ungefährdet, verschiedene Faktoren könnten eine Gefährdung in den nächsten zehn Jahren herbeiführen)
* ungefährdet
D Daten unzureichend
♦ nicht bewertet
Die Listen geben die Gefährdungssituation in Deutschland bzw. dem betreffenden Bundesland wieder. Von Bedeutung ist dies insbesondere für die Kategorie 0. Diese bedeutet hier, dass die Art in der entsprechenden Region ausgestorben ist. Da es in Deutschland nur extrem wenige endemische Arten gibt, existieren in der Regel andernorts noch weitere Populationen. Es handelt sich also, im Gegensatz zur Kategorie der IUCN, um ein „nur“ lokales Aussterben.
Davon abweichend wird in älteren Ausgaben der nationalen Roten Listen oder jenen der Bundesländer ein Status angegeben:
4 potenziell gefährdet (nur bei Roten Listen der Länder; soll künftig durch R ersetzt werden)
* vorkommend (indigen oder archäophytisch) und ungefährdet
n Neophyt; im jeweiligen Bundesland (nach 1492) neu eingebürgerte Art
u unbeständige Art; im jeweiligen Bundesland nicht fest eingebürgert
# eventuell zu erwarten, aber bislang nicht nachgewiesen
– im jeweiligen Gebiet nicht vorkommend